# 劉瑾 (バスケットボール)
劉 瑾（簡体字:刘 瑾、拼音:Líu Jǐn、リュウ・ジン/りゅう きん、1990年4月19日 - ）は、中華人民共和国のプロバスケットボール選手。ポジションはセンター。B.LEAGUE・大阪エヴェッサに練習生として所属している。

## 来歴
- 2013年 - 和歌山クラブに加入。
- 2016年 - 大阪エヴェッサへ移籍。シーズン途中にアースフレンズ東京Zへ期限付移籍。
- 2019年 - 西宮ストークスへ移籍。
- 2021年 - B.LEAGUE ALL-STAR GAME 2022 IN OKINAWAでASIA ALL STARSに選出。
- 2022年 - 西宮を退団[2]。大阪エヴェッサに練習生として移籍。